# Pas d'histoires
Pour plus de détails, voir Fiche technique et Distribution.
Pas d'histoires, de son titre original Pas d'histoires ! 12 regards sur le racisme au quotidien, est une série de 12 courts-métrages, coproduits par Frédéric Bourboulon et la société de Bertrand Tavernier, Little Bear Production. La série a d'abord été diffusée à la télévision sur La Cinquième entre fin 2000 et début 2001. Un montage des douze courts-métrages est ensuite sorti en salles le 17 janvier 2001.
L'idée de cette série est née au sein de l'association DFCR (dire, faire contre le racisme) en 1997[réf. souhaitée]. Soutenu par le MRAP, la LICRA, la Fondation France Libertés et le Ministère de la Jeunesse et des Sports (mais aussi le CNC, la Fondation de France et plusieurs collectivités et entreprises), le projet de cette association visait à confier la réalisation de scénarios, écrits par des jeunes, à des cinéastes confirmés. Diffusée dans de nombreux festivals à travers le monde (à commencer par le festival de Cannes en 2000), ces courts-métrages ont rencontré un si grand succès[réf. souhaitée] qu'une sortie en salle est intervenue un an plus tard.

## Synopsis
Les courts métrages de la série sont les suivants:
- Poitiers, voiture 11 d'Yves Angelo et François Dupeyron (durée : 6 min 40), d’après un sujet original de Brigitte Paternotte.

Résumé :
Un homme prend le train. Une famille de maghrébins s’est installée à sa place. Malgré les efforts de courtoisie du père maghrébin, le voyageur se montre très désagréable. Quand il va s’assoupir, ses cauchemars vont trahir son inconscient.
- Pimprenelle de Yamina Benguigui (durée: 5 min 50), d’après un sujet original de Sauveur Carlus.

Résumé : À l’occasion d’un goûter d’anniversaire qui réunit des enfants d’un milieu aisé, la maîtresse de maison attend l’arrivée de l’animatrice, qui tiendra le rôle de la “Fée Pimprenelle”. Arrive Soria, jeune marocaine, quelle n’est pas la stupeur de la mère en voyant arriver une fée pas du tout conforme aux héroïnes de contes pour enfants selon Andersen, Perrault, Grimm… Mais pourquoi une fée serait-elle forcément blonde ?
- Maman, regarde ! de Paul Boujenah (durée : 4 min 35),d’après un scénario original de Vanessa Paunovitch.

Résumé : Perdu dans ses rêves, un petit garçon joue seul dans les rayons d’une supérette. Tombant nez à nez sur une jeune femme noire, il court informer sa mère de sa “découverte”… Se mettant à pointer du doigt la belle inconnue en boubou, il interpelle sa mère. Après un moment de malaise, va lui confier combien il trouve belle la jeune femme. 
- Mohamed de Catherine Corsini (durée 4 min 13), d’après un scénario original de Samia Ayeb.

Résumé : À la suite d'une injure raciste, Mohamed réalise qu'il est noir. Il ne comprend ni ne veut cette différence et désire soudainement changer d'identité afin d'être comme “tout le monde”… Son rêve ? S'appeler Kevin.
- Lettre à Abou d'Émilie Deleuze (durée : 5 min 37), d’après un scénario de Sabrina Möella.

Résumé : C’est la rentrée pour le jeune Ahmed qui vient d'arriver en France avec sa mère. Les discussions pleines de préjugés de sa famille lui font craindre le pire. Comment se passera la confrontation avec ses camarades d’école originaires des cinq continents ? Il le racontera à son copain Abou, resté au pays.
- Petits riens de Xavier Durringer (durée : 5 min 38), d’après un sujet original de Philippe Naas.

Résumé : Lors d’un entretien d’embauche, Mohamed est mis en concurrence avec une dénommée Mlle Dubois. Le DRH (directeur des relations humaines) en profite pour jouer sur ”la différence”… on ne confie pas à n’importe qui le rayon littérature française dans une librairie. Reviennent à l’esprit de Mohamed des situations dans lesquelles à chaque instant tout peut basculer…
- Sans autre, t'es rien de Philippe Jullien (durée 4 min 54), d’après un sujet original de Yohanna Delgado. Animateur et fabrication des marionnettes : David Thomasse.

Résumé : Quatre individus d’origines différentes sont intrigués par la présence d’une étrange sphère en suspension. Approches, convoitises, tentatives d’appropriation…L'équation que se propose de résoudre ce court film d’animation est celle-ci : Soit une planète, la terre. Des habitants nombreux et différents. Peuvent-ils s'entendre et vivre harmonieusement ?
- Tadeus de Philippe Jullien et Jean-Pierre Lemouland (durée : 5 min 50), d’après un sujet original de Karim Aït-Gacem. Dessinateur d’animation : Rodolphe Dubreuil.

Résumé : Dans une classe de CM1 débarque un nouveau venu. Tadeus vient de Tchétchénie et intrigue les élèves : il mange tout ce qu’on lui donne à la cantine, il est nul au foot mais se fait une copine… Les enfants le laisseront-ils entrer dans leur cercle ?
- Cyrano de Vincent Lindon (durée 6 min), d’après un sujet original de Guillaume Leroy.

Résumé : Marie, jeune fille de bonne famille, habite dans les beaux quartiers. Elle reçoit quotidiennement les lettres enflammées d’un talentueux écrivain anonyme. Vient le jour de leur premier rendez-vous… Acceptera-t-elle son amoureux transi ?
- Pas d'histoire de Philippe Lioret (durée : 4 min 15), d’après un sujet original d’Olivier Ciechelski.

Résumé : Ali, au volant de sa voiture, discute tranquillement avec son petit-fils Mourad. Survient un accrochage, sans gravité. Au moment du constat amiable, les choses vont dégénérer. Désireux de ne pas faire d’histoire, Ali va mettre son amour-propre de côté mais Mourad n’acceptera pas que son grand-père n’ait rien osé dire alors qu’il était dans son droit.
- Relou de Fanta Régina Nacro, d’après un sujet original de Dalila Benamara.

Résumé : Dans un bus, Dalila, jeune kabyle blonde, se fait draguer par 3 adolescents d’origine maghrébine. Le ton monte. Ils l’insultent dans une langue qu’ils pensent incompréhensible pour elle. Jusqu'à ce qu'elle leur réponde en arabe… les laissant stupéfaits.
- Le Vigneron Français de Christophe Otzenberger (durée : 5 min 14), d’après un scénario de Djanet Aouadi.

Résumé : Samir, marchand de vin par correspondance, travaille sous le pseudonyme de Luc Leblanc. Il réussit une très bonne commande auprès d'une fidèle cliente et voudrait que le vin soit livré rapidement pour toucher sa commission. Or, le livreur est malade… Farid, le patron, refuse que Samir fasse lui-même le travail : “pour la clientèle il n’y a pas d’arabes au Vigneron Français !” Samir acceptera-t-il de renier son identité ?

## Fiche technique
- Producteur : Frédéric Bourboulon
- Coproducteur : Bertrand Tavernier
- Durée totale : 70 minutes
- Format : couleur
- Format de production : 35 mm

## Distribution
Les noms des personnages ne seront pas indiqués :
- Pimprenelle : Soria Mouffakir, Cécile Arrieu, Myriam Assouline
- Petits riens : Margot Abascal, Mohamed Rouabhi et Jean-Claude Lecas, Jo Prestia, Philippe Ambrosini, Joël Ravon, Martial O Done.
- Maman, regarde ! : Caurentin Daumas, Evelyne Viérin et Florence Viala.
- Mohamed : Mamadi Touré, Sokam Njaboy, Nbero Njaboy, Afchiata Diomambe et Massouho Dosso
- Lettre à Abou : Alexandre Moulo, Eriq Ebouaney, Claudia Tagbo, Adama Kouyaté, Fatou Traoré, Anna Sissoko.
- Pas d'histoire : El Kebir, Aymen Saïdi et Philippe Ambrosini.
- Le Vigneron Français : Roschdy Zem, Smaïl Mekki et Christophe Otzenberger.
- Relou : Dalila Benamara, Faudel, Jean-Rachid, Saïd Serrari et Fella Benamara.
- Poitiers, voiture 11 : Jean-Pierre Darroussin, Rabah Loucif, Albert Dray, Natacha Solignac, Fatiha Cheriguene, Hamza Matar, Mohamed Matar
- Cyrano : Éléonore Gosset, Élisabeth Depardieu, François Berléand, Manoëlle Gaillard, Guy-Pierre Mineur